# Melted
Melted — це третій альбом американського музиканта Тая Сігала. Альбом вийшов 15 червня 2010 року лейблом Goner Records, у форматах CD/LP. Пісні «My Sunshine» та «Caesar» офіційно вийшли як сингли, а «Girlfriend» має офіційний музичний кліп.

## Список пісень
| #     | Назва              | Тривалість |
| ----- | ------------------ | ---------- |
| 1.    | «Finger»           | 2:54       |
| 2.    | «Caesar»           | 3:30       |
| 3.    | «Girlfriend»       | 2:13       |
| 4.    | «Sad Fuzz»         | 3:01       |
| 5.    | «Melted»           | 2:13       |
| 6.    | «Mike D's Coke»    | 1:30       |
| 7.    | «Imaginary Person» | 3:05       |
| 8.    | «My Sunshine»      | 2:11       |
| 9.    | «Bees»             | 3:05       |
| 10.   | «Mrs»              | 2:37       |
| 11.   | «Alone»            | 3:56       |
| 30:15 |                    |            |

## Учасники запису
- Тай Сігал (англ. Ty Segall): композитор, міксування, гітара, вокаліст.
- Тім Хелман (англ. Tim Hellman): бас-гітара.
- Емілі Роуз Епштейн(англ. Emily Rose Epstein): барабани.
- Джіґма Баєр (англ. Jigmae Baer): барабани.
- Чарлі Мунхарт (англ. Charlie Moonheart): барабани.
- Джон Дуайєр (англ. John Dwyer): флейта.
- Кінг Ріф (англ. King Riff): інженер, міксування.
- Ерік Бауер (англ. Eric Bauer): композитор, інженер.
- Майк Донован (англ. Mike Donovan): асистент інженера, композитор, гітара, міксування, вокал.
- Ерік Ландмарк (англ. Eric Landmark): міксування.
- Джейсон Уорд (англ. Jason Ward): мастеринг.
- Вільям Кайн (англ. William Keihn): художнє оформлення.
- Дені Петрасек (англ. Denée Petracek): фотограф.